# Lamaudiere
Lamaudière is een historisch motorfietsmerk.
Lamaudière Manger & Co., Levallois, later A. Lambert & Co., Paris (1901-1907).
Frans merk dat grote motorblokken gebruikte, waarbij een eigen 942 cc eencilinder waarschijnlijk het topmodel was. Mogelijk is er een verband met het merk Labre & Lamaudière.